# Lilla Mysingen, Hälsingland
Lilla Mysingen är en sjö i Ljusdals kommun i Hälsingland och ingår i Ljusnans huvudavrinningsområde. Sjön har en area på 0,0839 kvadratkilometer och ligger 386,2 meter över havet.

## Delavrinningsområde
Lilla Mysingen ingår i det delavrinningsområde (684656-148465) som SMHI kallar för Inloppet i Stensjön. Medelhöjden är 381 meter över havet och ytan är 21,98 kvadratkilometer. Det finns inga avrinningsområden uppströms utan avrinningsområdet är högsta punkten. Gryckån (Lillskogsån) som avvattnar avrinningsområdet har biflödesordning 3, vilket innebär att vattnet flödar genom totalt 3 vattendrag innan det når havet efter 180 kilometer. Avrinningsområdet består mestadels av skog (69 procent) och sankmarker (24 procent). Avrinningsområdet har 0,49 kvadratkilometer vattenytor vilket ger det en sjöprocent på 2,2 procent.